# Nam Hà (tỉnh)
Nam Hà là một tỉnh cũ thuộc vùng Đồng bằng sông Hồng, Việt Nam, tồn tại trong hai giai đoạn 1965–1975 và 1991–1996.

## Địa lý
Tỉnh Nam Hà có vị trí địa lý:
- Phía bắc giáp 3 tỉnh Thái Bình, Hải Hưng và Hà Tây
- Phía nam giáp tỉnh Ninh Bình
- Phía đông giáp vịnh Bắc Bộ
- Phía tây giáp tỉnh Hòa Bình.

## Lịch sử
Tỉnh được thành lập ngày 21 tháng 4 năm 1965 trên cơ sở hợp nhất hai tỉnh Hà Nam và Nam Định.
Sau khi hợp nhất tỉnh, các huyện cũng được hợp nhất:
- Giao Thủy hợp nhất với huyện Xuân Trường thành huyện Xuân Thủy
- Nam Trực hợp nhất với huyện Trực Ninh thành huyện Nam Ninh
- Sáp nhập huyện Mỹ Lộc vào thành phố Nam Định và huyện Bình Lục.

Từ ngày 27 tháng 12 năm 1975, Nam Hà lại được hợp nhất với Ninh Bình thành tỉnh Hà Nam Ninh.
Ngày 26 tháng 12 năm 1991, tỉnh Nam Hà được tái lập. Khi tách ra tỉnh Nam Hà có diện tích 2.423,59 km², dân số là 2.435.995 người, gồm thành phố Nam Định (tỉnh lỵ), thị xã Hà Nam và 11 huyện: Bình Lục, Duy Tiên, Hải Hậu, Kim Bảng, Lý Nhân, Nam Ninh, Nghĩa Hưng, Thanh Liêm, Vụ Bản, Xuân Thủy, Ý Yên.
Theo thống kê năm 1993, tỉnh có diện tích 2.479,8 km², dân số là 2.590.373 người.
Ngày 6 tháng 11 năm 1996, kỳ họp thứ 10 Quốc hội khóa IX ra nghị quyết chia tỉnh Nam Hà để tái lập tỉnh Hà Nam và tỉnh Nam Định:
- Tỉnh Hà Nam gồm thị xã Phủ Lý (đổi tên từ thị xã Hà Nam) và 5 huyện: Bình Lục, Duy Tiên, Kim Bảng, Lý Nhân, Thanh Liêm.
- Tỉnh Nam Định gồm thành phố Nam Định và 6 huyện: Hải Hậu, Nam Ninh, Nghĩa Hưng, Vụ Bản, Xuân Thủy, Ý Yên.